# Pandorawirus
Pandorawirusy (łac. Pandoravirus) – rodzaj wirusów dsDNA z rodziny Pandoraviridae. Ich żywicielami są Acanthamoeby. Zostały zidentyfikowane jako wirusy w 2013 r., lecz później zaliczono do nich także „endocytobionty” odkryte w 2008 r. w amebach u pacjenta chorego na zapalenie rogówki. Gatunkami odkrytymi w 2013 r. były:  P. salinus znaleziony w amebach wydobytych z osadu u wybrzeży Chile  i P. dulcis wyizolowany z ameb w mule w stawie w Australii.
Ich DNA jest dwuniciowy i zawierać może do 2,5 mln par zasad. Są to jedne z największych wirusów, o rozmiarach 1 × 0,5 mikrometrów, większe nie tylko od wielu bakterii, ale także od niektórych pasożytniczych komórek eukariotycznych, mniejsze jednak od odkrytego nieco później wirusa Pithovirus sibericum. W chwili odkrycia tylko 7% ich genów było podobne do dotychczas znanych genów z innych organizmów, stąd odkrywcy, spodziewający się zaskakujących ustaleń, nazwali je od puszki Pandory.
Wielkość i odmienność genomu tych wirusów jest poszlaką, że wirusy te wyewoluowały z komórek tworzących czwartą, nieznaną domenę organizmów obok archeonów, bakterii i eukariontów.
| Lp. | Gatunek         | Miejsce odkrycia | Data odkrycia | Liczba genów | Wielkość genomu Mbp |
| --- | --------------- | ---------------- | ------------- | ------------ | ------------------- |
| 1   | P. dulcis       | Australia        | 2013          | 1070–1487    | 1,9                 |
| 2   | P. inopinatum   | Niemcy           | 2008          | 1307–2397    | 2,2                 |
| 3   | P. macleodensis | Australia        | 2018          | 926–1552     | 1,8                 |
| 4   | P. neocaledonia | Nowa Kaledonia   | 2018          | 1081–1834    | 1,8                 |
| 5   | P. quercus      | Francja          | 2018          | 1185–1863    | 2,1                 |
| 5   | P. salinus      | Chile            | 2013          | 1430–2541    | 2,4                 |